# Hippopotamyrus grahami
Hippopotamyrus grahami es una especie de pez elefante eléctrico perteneciente al género Hippopotamyrus en la familia Mormyridae presente en varias cuencas hidrográficas de África, entre ellas el lago Victoria, el lago Kyoga junto a sus ríos alimentadores, el río Nilo y varios de sus afluentes. Es nativa de Kenia, Ruanda, Tanzania y Uganda; y puede alcanzar un tamaño aproximado de 25,0 cm.

## Estado de conservación
Respecto al estado de conservación, se puede indicar que de acuerdo a la IUCN, esta especie puede catalogarse en la categoría «Preocupación menor (LC)».